# Уйимшил
Уйимши́л (каз. Ұйымшыл) — село у складі Толебійського району Туркестанської області Казахстану. Входить до складу Кемекалганського сільського округу.
У радянські часи село називалось Шакалак або Актассай.
Населення — 558 осіб (2021; 647 у 2009, 406 у 1999, 314 у 1989).